# Марон, Ханна
Ханна Марон (ивр. חנה מרון‎, нем. Hanna Maron, урождённая Ханна Майерзак; 22 ноября 1923 — 30 мая 2014) — израильская актриса и театральный деятель.

## Биография
Ханна Мейерзак родилась в Берлине 22 ноября 1923 года. В детстве появилась в нескольких пьесах и радиопостановках. В 1931 сыграла первую (эпизодическую) роль на большом экране в фильме Фрица Ланга «М». В 1933, после прихода в Германии к власти нацистов, она с семьей эмигрировала в подмандатную Палестину.
В 1940 году она поступила на работу в театр Габима. Во время Второй мировой войны служила добровольцем во Вспомогательную территориальную службу британской армии.
После войны участвовала в съёмках различных кинофильмов и радиопостановках. В 1970, при нападении палестинских террористов на израильский гражданский самолёт в аэропорту Мюнхена, была ранена и потеряла ногу, однако продолжила свою артистическую карьеру.

## Личная жизнь
Первым её мужем была актёр Йосси Ядин, они были вместе 6 лет. Позже была замужем за архитектором Яаковым Рехтером. У них трое детей: архитектор Амнон Рехтер, философ Офра Рехтер и актриса Дафна Рехтер.

## Награды
- 1973 год — Государственная премия Израиля